# 台湾省

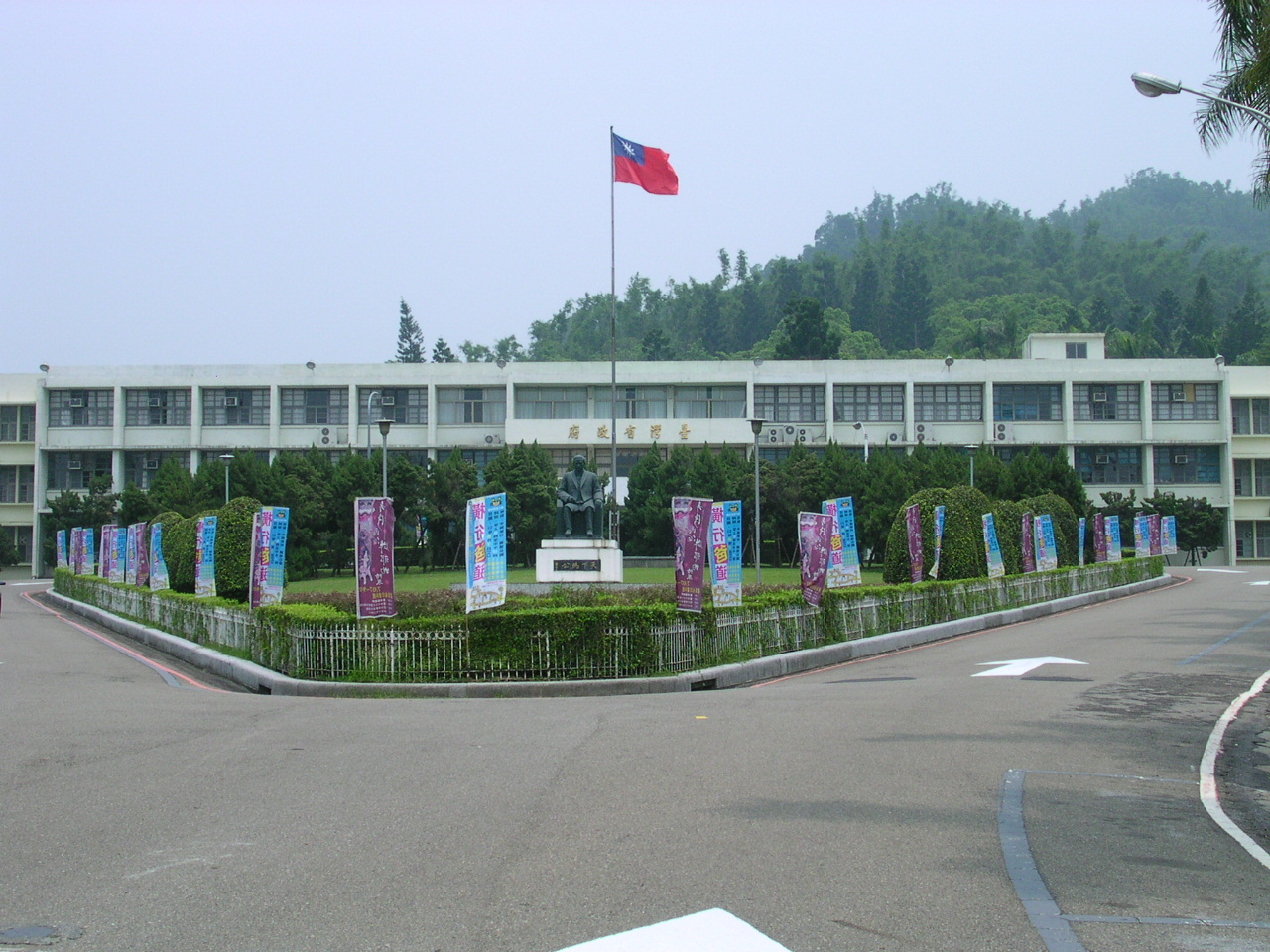
中興新村にあった台湾省政府庁舎

台湾省（たいわんしょう）は、中華民国の省。1947年（民国36年）から2018年（民国107年）までは中華民国憲法が定める地方政府として台湾省政府の組織が存続していたが、行政組織再編の一環として1998年（民国87年）から2018年にかけて行政機関としての権限の縮小（虚省化）が行われたのち、2019年（民国108年）から予算ゼロとなり事実上廃止され、現在は名目上の行政区画となっている。台湾問題を抱える中華人民共和国も名目上同名の省を設置しているが、組織的な関連性は全くない。

## 概要
二・二八事件を契機として1947年（民国36年）に台湾省政府が設置された。当初は台湾島と澎湖諸島（台澎地区）の全域を管轄としていたが、1967年（民国56年）以降台北市、高雄市、台北県、高雄県、台中市、台中県、台南市、台南県、桃園市が順次直轄市へ昇格したため、管轄範囲が大幅に縮小していった。なお、中華民国政府が1955年（民国44年）以降も実効支配し続ける台湾地区（中華民国自由地区）と大部分の範囲が被っているが、福建省の金門島、烏坵島及び馬祖列島（金馬地区）を管轄区域としたことがない点が異なる。
設置当初、省政府は管轄地区の地方自治を担う存在だった。だが、中国国民党の一党独裁体制下にある中華民国政府が省内で戒厳令を敷き続けたため、中華民国憲法の規定に大きな制約が加えられ、地方自治行政は有名無実化していた。戒厳解除後の1990年代には政治の民主化が進んだが、同時に中央政府の行政効率化も進められ、1998年（民国87年）以降は地方自治体としての機能を「凍結」（虚省化）させられ、中央政府（行政院）の出先機関に変質した。

## 地理
台湾省は略称を「台」（たい）と称し、中国大陸とは台湾海峡を隔てた場所に位置する台湾島の過半、澎湖諸島、及び尖閣諸島（中国名：釣魚台列嶼）を領域とする。ただし、尖閣諸島は日本が沖縄県の一部として実効支配しているため、統治権が及んでいない。
北は東シナ海、東は太平洋、南西は南シナ海に面しており、北西は台湾海峡を挟んで福建省と、東は日本と、南はバシー海峡を挟んでフィリピンと接している。
台湾島の地理についての詳細は、台湾#地理を参照のこと。

## 沿革

### 前史
1683年（康熙22年）に台湾と澎湖諸島を自国領に編入した清は、当初は台湾・澎湖を独自の行政区分とせず、福建省の管轄とした。だが、19世紀後半に列強の帝国主義政策が中国にまで影響を与えるようになると、日本等に対する国防上の観点から清朝は台湾の必要性を認識し、1885年（光緒11年）に台湾・澎湖を福建省から分離して福建台湾省を新設した。しかし、1895年に日清戦争で清が日本に敗北すると、下関条約によって清朝は台湾と澎湖諸島を日本に割譲することが取り決められ、福建台湾省は設置からわずか10年で廃止された。その後、日本政府は台湾・澎湖を日本領として台湾総督府の統治下に置いたが、1945年に第二次世界大戦で日本が敗北したことによって、台湾は連合国の委託を受けて進駐してきた中華民国国民政府の統治下に入り、50年にわたる台湾総督府の統治が終焉した（台湾光復）。

### 中国国民党一党独裁時代
台湾に軍を進駐させた国民政府は、1943年（民国32年）のカイロ宣言における取り決めを基にして台湾を自国領に編入（台湾光復）して台湾省を設置し、台湾省行政長官公署（1945年）や台湾省議会（1946年）を設置して統治に当たらせていた。しかし、行政長官公署の統治に対して台湾住民は反発を募らせていき、1947年（民国36年）には 二・二八事件が勃発するまでになった。その為、中華民国政府は事件鎮圧後に行政長官公署を廃止し、1947年5月16日に台湾省政府を設置することで台湾の統治体制をより強固なものとしていった。だが、 国共内戦における中華民国軍の敗北によって、 1949年（民国38年）10月1日に中国共産党が中華人民共和国政府を建国すると、中華民国政府は中央政府機構を同年12月に全て台湾島へ移して共産党との内戦を続け、同時に冷戦における共産主義の防波堤という役割も果たしていった。この間に、「共匪の反乱鎮圧」を理由に中華民国政府は動員戡乱時期臨時条款（1948年）や台湾省戒厳令（1949年）を相次いで制定し、台湾省の自治機能に影響を与えていった。
中華民国の台湾省は、1947年の設置時点では清代の福建台湾省と同一の所轄範囲であり、省都も台北市に置かれていた。しかし、1949年12月に国共内戦に敗れた中華民国政府が首都を台北市に移転し、1955年（民国44年）の大陳島撤退作戦までに現在も実効支配している地域以外を中国人民解放軍に制圧されると、中華民国政府の統治区域と台湾省の統治区域がほぼ同一の区域として重複するようになり、台湾省政府が本来行うべき地方自治業務に支障を来すようになった（省の役割については中華民国の行政区分を参照）。中華民国政府は地方行政の円滑化を目的として、1957年（民国46年）には省政府を台北市から台湾中部にある南投県南投市の中興新村に移転した。さらに1967年（民国56年）に台北市を、1979年（民国68年）に高雄市をそれぞれ院轄市（現在の直轄市）に格上げすることで台湾省から分離した。
中央政府と台湾省の所轄区域がほぼ一致して非効率であるにもかかわらず、中華民国政府が台湾省を設置し続けたのは「中国全土を代表する政府」という立場を政府が採り続け、将来中国大陸の領土を奪還することを想定していたためである。

### 民主化と虚省化
その後1990年代になると李登輝総統の民主化政策により、1994年に台湾省政府の首長である台湾省長が、1996年（民国85年）に総統が相次いで民選化された。しかし、これにより国土の97%、人口の85%（1997年）から選出される台湾省長の得票数が総統のものを上回る可能性が生じた。
政府は、1997年（民国86年）の憲法増修条文第四次改正によって、1998年（民国87年）12月20日をもって台湾省政府の地方自治機関としての機能を「凍結」した。その結果、省政府は行政院の出先機関として中央政府に組み込まれ、同時に地方選挙で選出されていた省長と省議会もそれぞれ省主席と省諮議会に改組された。この一連の動きを、台湾では「虚省化」と呼んでおり、以降の省主席や諮議会議員は行政院長が指名し、総統が任命する研究・儀礼的活動が主な業務の存在となっている。
なお失職する省議員への救済策として、立法院の定数は台湾省議会の定数分増加し、164名から225名となった。これは2005年（民国94年）の第七次改憲によって立法委員定数が半数に削減されるまで続いた。
また、台湾省の下にあった5市16県は、「凍結」以降は行政院の内政部が直接監督することになった。ただし、省レベルの税収や業務は中央政府に移管され、県や市の機能や財政に大きな変化はない。
省政府の機能が「凍結」された後も、台湾省の名は行政機関の名称等に残っていた。だが、行政機能の変遷と共に「台湾省」を名乗っていた一部機関等も徐々に改名されており、2007年（民国96年）5月には上水道事業を行う台湾省自来水公司（臺灣省自來水公司）から、2013年（民国102年）1月には台湾省北（中、南）区国税局（臺灣省北（中、南）區國稅局）から、それぞれ台湾省の名が外された。また、自動車ナンバーからも、2007年に登録地名自体が削除されたため、台湾省ナンバーが消滅した。

### 事実上の廃止
2018年（民国107年）7月1日、行政院は台湾省政府及び台湾省諮議会の新年度予算をゼロとし、事実上廃止した。中興新村の台湾省政府庁舎は国家発展委員会の建物として使用されている。憲法上に省や省諮議会の規定が残るのみであり、現在では実態を有さない。
なお、福建省も2018年12月31日付けで新年度予算がゼロとなったため、事実上廃止された。
現在でも、一部の民間団体は改名せずにそのまま「台湾省」を名称に使い続けている（中華民国紅十字会の地方支部である「台湾省分会」、土木技師の職能団体である「台湾省土木技師公会」、会計士の職能団体である「台湾省会計士公会」など）。

## 行政区画
省政府の機能が「凍結」された時点で、台湾省の管轄行政区画は5市16県だった。その後、2010年代に直轄市への格上げないし統合が行われ、2024年（民国113年）現在は3市11県に減少している。
| 台湾省の行政区画図 |        |            |            |            |             |                    |
| 基隆市 新竹県 新竹市 苗栗県 彰化県 澎湖県 南投県 雲林県 嘉義県 嘉義市 屏東県 宜蘭県 花蓮県 台東県 |        |            |            |            |             |                    |
| 県市章 | 区画名 | 下位区分   | 政府所在地 | 人口（人） | 面積（km²） | 人口密度（人/km²） |
| 市 |        |            |            |            |             |                    |
| 基隆市の旗 | 基隆市 | 7区        | 中正区     | 361,600    | 132.7589    | 2,723.73           |
| 新竹市の旗 | 新竹市 | 3区        | 北区       | 457,269    | 104.1526    | 4,390.38           |
| 嘉義市の旗 | 嘉義市 | 2区        | 東区       | 262,990    | 60.0256     | 4,381.30           |
| 県 |        |            |            |            |             |                    |
| 新竹県の旗 | 新竹県 | 1市3鎮9郷  | 竹北市     | 591,813    | 1,427.5369  | 414.57             |
| 苗栗県の旗 | 苗栗県 | 2市5鎮11郷 | 苗栗市     | 533,566    | 1,820.3149  | 293.12             |
| 彰化県の旗 | 彰化県 | 2市6鎮18郷 | 彰化市     | 1,232,192  | 1,074.3960  | 1,146.87           |
| 南投県の旗 | 南投県 | 1市4鎮8郷  | 南投市     | 474,797    | 4,106.4360  | 115.62             |
| 雲林県の旗 | 雲林県 | 1市5鎮14郷 | 斗六市     | 659,729    | 1,290.8326  | 511.09             |
| 嘉義県の旗 | 嘉義県 | 2市2鎮14郷 | 太保市     | 481,667    | 1,903.6367  | 253.02             |
| 屏東県の旗 | 屏東県 | 1市3鎮29郷 | 屏東市     | 792,004    | 2,775.6003  | 285.35             |
| 宜蘭県の旗 | 宜蘭県 | 1市3鎮8郷  | 宜蘭市     | 449,422    | 2,143.6251  | 209.66             |
| 花蓮県の旗 | 花蓮県 | 1市2鎮10郷 | 花蓮市     | 315,987    | 4,628.5714  | 68.27              |
| 台東県の旗 | 台東県 | 1市2鎮13郷 | 台東市     | 211,681    | 3,515.2526  | 60.56              |
| 澎湖県の旗 | 澎湖県 | 1市5郷     | 馬公市     | 107,685    | 126.8641    | 848.82             |
| 注：台湾島の6直轄市は、いずれも台湾省に属した経歴がある。台北市は1967年まで省轄市（現在の市）だった。新北市は2010年まで台北県、桃園市は2014年まで桃園県、台中市は2010年に市としての台中市と台中県が合併したもの、台南市は市としての台南市と台南県が合併したもの、高雄市は1979年から省轄市としての高雄市から昇格し、2010年に高雄県と合併した。 |        |            |            |            |             |                    |

## 対外関係

### 姉妹州
1979年にインディアナ州との姉妹州関係を締結したのを皮切りに、台湾省はアメリカ合衆国の42の州と姉妹州関係を締結している。かつて省政府所在地であった南投県南投市中興新村にある台湾省政資料館には「台湾省姉妹州文物陳列室」が設けられ、各姉妹州の事物が展示されている。
| 州名                 | 締結日         |
| -------------------- | -------------- |
| インディアナ州       | 1979年11月6日  |
| ユタ州               | 1980年7月23日  |
| オクラホマ州         | 1980年7月25日  |
| アリゾナ州           | 1980年7月28日  |
| ミズーリ州           | 1980年7月28日  |
| テネシー州           | 1980年7月30日  |
| ウェストバージニア州 | 1980年8月4日   |
| バージニア州         | 1981年4月21日  |
| サウスカロライナ州   | 1981年11月10日 |
| ケンタッキー州       | 1982年11月9日  |
| コロラド州           | 1983年5月5日   |
| ミシシッピ州         | 1983年5月14日  |
| ネブラスカ州         | 1983年8月11日  |
| アーカンソー州       | 1983年8月15日  |
| アラバマ州           | 1983年8月19日  |
| カリフォルニア州     | 1984年4月17日  |
| アイダホ州           | 1984年6月11日  |
| ミネソタ州           | 1984年6月26日  |
| ジョージア州         | 1984年8月28日  |
| ワイオミング州       | 1984年11月27日 |
| サウスダコタ州       | 1984年12月7日  |
| ルイジアナ州         | 1985年3月14日  |
| オハイオ州           | 1985年6月7日   |
| ニューメキシコ州     | 1985年10月24日 |
| モンタナ州           | 1985年10月24日 |
| ネバダ州             | 1985年10月24日 |
| ノースダコタ州       | 1986年4月3日   |
| ウィスコンシン州     | 1986年5月8日   |
| オレゴン州           | 1986年12月15日 |
| テキサス州           | 1988年6月13日  |
| アラスカ州           | 1988年6月30日  |
| ニュージャージー州   | 1989年3月30日  |
| アイオワ州           | 1989年6月30日  |
| カンザス州           | 1989年11月14日 |
| ノースカロライナ州   | 1991年10月15日 |
| マサチューセッツ州   | 1992年8月25日  |
| フロリダ州           | 1992年8月26日  |
| イリノイ州           | 1992年8月27日  |
| ハワイ州             | 1993年12月8日  |
| コネチカット州       | 1999年9月2日   |
| バーモント州         | 1999年9月15日  |
| デラウェア州         | 2000年9月12日  |